# Calamba (Laguna)
Calamba is een stad in de Filipijnse provincie Laguna op het eiland Luzon.  Bij de volkstelling van 2020 had de stad 532.457 inwoners. De stad is onderdeel van de agglomeratie Manilla.

## Geografie

### Bestuurlijke indeling
Calamba is onderverdeeld in de volgende 54 barangays:
| - Bagong Kalsada - Banadero - Banlic - Barandal - Barangay 1 - Barangay 2 - Barangay 3 - Barangay 4 - Barangay 5 - Barangay 6 - Barangay 7 - Batino - Bubuyan - Bucal - Bunggo - Burol - Camaligan - Canlubang | - Halang - Hornalan - Kay-Anlog - Laguerta - La Mesa - Lawa - Lecheria - Lingga - Looc - Mabato - Majada Labas - Makiling - Mapagong - Masili - Maunong - Mayapa - Milagrosa - Paciano Rizal | - Palingon - Palo-Alto - Pansol - Parian - Prinza - Punta - Puting Lupa - Real - Sucol - Saimsim - Sampiruhan - San Cristobal - San Jose - San Juan - Sirang Lupa - Turbina - Ulango - Uwisan |

## Partnersteden
- Litoměřice (Tsjechië)

## Geboren in Calamba
- Paciano Rizal (7 maart 1851), revolutionair generaal (overleden 1930);
- José Rizal (19 juni 1861), nationale held van de Filipijnen (overleden 1896).

Alaminos · Bay · Biñan · Cabuyao · Calamba · Calauan · Cavinti · Famy · Kalayaan · Liliw · Los Baños · Luisiana · Lumban · Mabitac · Magdalena · Majayjay · Nagcarlan · Paete · Pagsanjan · Pakil · Pangil · Pila · Rizal · San Pablo · San Pedro · Santa Cruz · Santa Maria · Santa Rosa · Siniloan · Victoria